# Med berått mod (film, 1959)
Med berått mod (franska: 125, rue Montmartre) är en fransk kriminalfilm från 1959 i regi av Gilles Grangier.

## Rollista i urval
- Lino Ventura - Pascal
- Robert Hirsch - Didier Barrachet
- Andréa Parisy - Catherine Barrachet
- Jean Desailly - kommissaire Dodelot
- Dora Doll - Germaine Montillier
- Alfred Adam - Phillipe Barrachet
- Lucien Raimbourg - Victor
- Pierre Collet - polis